# Gaspar de Borja y Velasco
Gaspar de Borja y Velasco (Villalpando, Zamora, 26 de juny de 1580 - Madrid, 28 de desembre de 1645) va ser un religiós espanyol que va ocupar diversos càrrecs polítics i eclesiàstics.
Fill del sisè duc de Gandia, Francesc Tomàs de Borja i de Juana Enríquez de Velasco. Era besnet de sant Francesc de Borja i cosí del duc de Lerma. Va ser un dels dos germans del setè duc de Gandia Carles de Borja que va ser enviat a l'església; el segon, Baltasar, va ser bisbe de Mallorca.
Va estudiar a la Universitat d'Alcalá de Henares i va ser col·legial del Colegio Mayor de San Ildefonso. De ben jove ja va ser nomeat canonge i ardiaca de Conca i, més tard, ardiaca de la catedral de Toledo.
Va ser creat cardenal de Santa Susanna per Pau V el 1611. Des d'ençà va residir habitualment a Roma, cinc anys després assumia el títol de la Basílica de la Santa Creu de Jerusalem, vinculat als prelats espanyols tradicionalment.
En llur carrera eclesiàstica també va ser bisbe d'Albano (1630), arquebisbe de Sevilla (1632) ad commendam i arquebisbe de Toledo (1645) en propietat, si bé va ocupar-lo efímerament. D'altra banda, va ocupar diversos polítics: virrei de Nàpols (1620), conseller d'Estat (1623); va ser ambaixador d'Espanya a Roma entre 1616 i 1619, posteriorment ho fou de nou entre 1631 i 1645.
A Roma va ser participant dels conclaves de Gregori XV i Urbà VIII. Va protagonitzar un enfrontament amb Urbà VIII acusant-lo d'omissió de les seves funcions, per poc zel religiós arran de la invasió d'Alemanya per part del rei protestant de Suècia, ofenent profundament al papa. Gaspar de Borja hagué de retirar-se de Roma després de la promulgació de la butlla «borgiana», que obligava als bisbes a residir a llurs diòcesis, redactada especialment per a Gaspar. En tornar a la península, passà a presidir el Consell Reial, després el Consell d'Aragó i, finalment, el d'Itàlia.
El 1643 va ser proposat a arquebisbe de Toledo, però Urbà VIII s'hi negà, i Gaspar no pogué accedir a l'arquebisbat fins al 1645 durant el ponfiticat d'Innocenci X. Gaspar de Borja va morir el 28 de desembre de 1645, i va ser enterrat en un nínxol senzill de la Capella de Santiago de la catedral de Toledo.